# Octarrhena cupulilabra
Octarrhena cupulilabra är en orkidéart som beskrevs av Pieter van Royen. Octarrhena cupulilabra ingår i släktet Octarrhena och familjen orkidéer.
Artens utbredningsområde är Papua Nya Guinea. Inga underarter finns listade i Catalogue of Life.